# Direttorato politico dello Stato
Il Direttorato politico dello Stato (in russo Государственное политическое управление, Gosudarstvennoe političeskoe upravlenie), più nota con l'acronimo GPU (pronunciato Ghepeù) o per metonimia Lubjanka, fu la polizia segreta del regime sovietico fino al 1934.

## Storia
Nata come evoluzione della Čeka il 6 febbraio 1922, amministrativamente era una sezione del commissariato del popolo per gli Affari interni (NKVD). Il 15 novembre 1923 subì una riorganizzazione e la sigla divenne OGPU (in russo Объединённое государственное политическое управление, Ob'edinënnoe gosudarstvennoe političeskoe upravlenie: "Direzione politica di Stato generale"). Per tutta la sua esistenza, sede della polizia fu il palazzo della Lubjanka; primo direttore (fino al 1926) fu Feliks Dzeržinskij.